# German Juniors 2000
Das German Juniors 2000 im Badminton fand vom 9. bis zum 12. März 2000 in Bottrop statt. Es war die 17. Austragung dieses bedeutendsten internationalen Juniorenwettkampfs Deutschland.

## Sieger und Platzierte
| Disziplin    | Gold                   | Silber                             | Bronze                        |
| ------------ | ---------------------- | ---------------------------------- | ----------------------------- |
| Herreneinzel | Zhu Weilun             | Björn Joppien                      | Sho Sasaki                    |
| Herreneinzel | Zhu Weilun             | Björn Joppien                      | Bao Chunlai                   |
| Dameneinzel  | Yu Jin                 | Liu Jian                           | Wang Rong                     |
| Dameneinzel  | Yu Jin                 | Liu Jian                           | Petra Overzier                |
| Herrendoppel | Sang Yang Zheng Bo     | Jonas Glyager Jensen Martin Bjørge | Lee Jae-jin Jung Jae-sung     |
| Herrendoppel | Sang Yang Zheng Bo     | Jonas Glyager Jensen Martin Bjørge | Shogo Inagaki Shohei Shigemi  |
| Damendoppel  | Li Yujia Zhao Tingting | Lee Hye-young Song Yu-mi           | Mihoko Matsuo Chiharu Tagami  |
| Damendoppel  | Li Yujia Zhao Tingting | Lee Hye-young Song Yu-mi           | Aya Wakisaka Yukiko Nomura    |
| Mixed        | Zheng Bo Zhao Tingting | Sang Yang Li Yujia                 | Jung Jae-sung Lee Hye-young   |
| Mixed        | Zheng Bo Zhao Tingting | Sang Yang Li Yujia                 | Jonas Glyager Jensen Tine Høy |